# Yanna McIntosh
Yanna McIntosh (1970) è un'attrice giamaicana naturalizzata canadese.

## Biografia
Nata in Giamaica, Yanna McIntosh si trasferì in Canada con la famiglia e studiò prima all'Università di Toronto e poi ad Harvard. Tra le più prolifiche e apprezzate attrici teatrali sulle scene canadesi, McIntosh ha interpretato molti dei grandi ruoli femminili del repertorio classico e moderno, tra cui Lady Macbeth in Macbeth (2009), Titania in Sogno di una notte di mezza estate (2009), Maud/Victoria in Settimo cielo (2010), l'eponima protagonista in Elettra (2012), Cleopatra in Antonio e Cleopatra (2014), Irina ne Il gabbiano (2015) e Giocasta nell'Edipo Re (2015). Nel 2019 ha interpretato Hermione Granger in Harry Potter e la maledizione dell'erede in scena a San Francisco. Attiva anche in campo televisivo, nel 2007 ha vinto il Gemini Award alla migliore attrice non protagonista in una mini-serie o film TV per Doomstown.

## Filmografia parziale

### Cinema
- John Q, regia di Nick Cassavetes (2002)
- Slumberland - Nel mondo dei sogni (Slumberland), regia di Francis Lawrence (2022)
- La casa del padre (The Marsh King's Daughter), regia di Neil Burger (2023)
- Humane, regia di Caitlin Cronenberg (2024)

### Televisione
- Due South - Due poliziotti a Chicago - serie TV, 1 episodio (1997)
- Poltergeist - serie TV, 1 episodio (1999)
- Atomic Train - Disastro ad alta velocità - serie TV, 2 episodi (1999)
- Glow - La casa del mistero - film TV (2002)
- Blu Murder – serie TV, 5 episodi (2003-2004)
- Alla corte di Alice (This Is Wonderland) - serie TV, 34 episodi (2004-2006)
- Suits – serie TV, 3 episodi (2013)
- The Expanse - serie TV, 2 episodi (2018)
- Chiamatemi Anna (Anne with an E) – serie TV, 2 episodi (2018)
- Spinning Out – serie TV, 1 episodio (2020)
- Y - L'ultimo uomo (Y: The Last Man) – serie TV, 6 episodi (2021)
- Good Sam – serie TV, 7 episodi (2022)

## Doppiatrici italiane
Nelle versioni in italiano delle opere in cui ha recitato, Yanna McIntosh è stata doppiata da:
- Anna Cugini in The Expanse
- Patrizia Burul in Spinning Out
- Cinzia Villari in Inganno seducente
- Alessandra Cassioli in Painkiller
- Emilia Costa in Alex Cross